# Malbergische Glossen

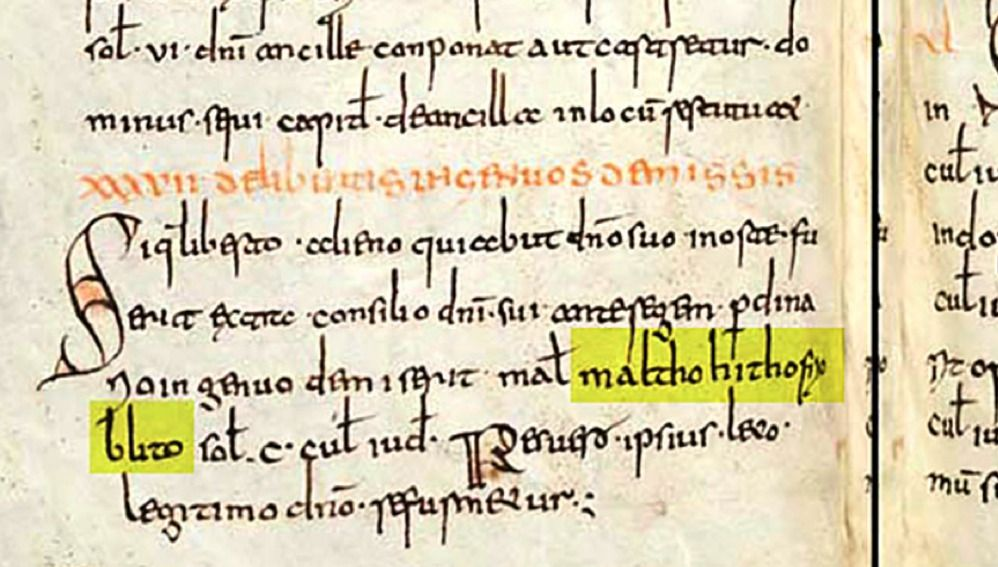
Ein Fragment der Lex Salica: "Maltho thi afrio lito", was bedeutet: "Ich sage, ich befreie dich, Halbfreier.

Der Begriff Malbergische Glossen bezieht sich auf eine Reihe frühaltniederländischer Anmerkungen oder Zusätze zur „Pactus legis Salicae“ (6. Jahrhundert) und der „Lex Salica“ (8. Jahrhundert), lateinischen Rechtstexten, die die Gesetze der Salischen Franken dokumentieren. In ihrer Art stehen sie ohne Vergleich zu den weiteren Zeugnissen der frühmittelalterlichen germanischen Rechtstexte (Leges Barbarorum). Die Glossen gelten nicht nur als die frühesten Belege der ansonsten nur spärlich belegten altniederländischen Sprache, sondern auch als eine der bis jetzt frühesten schriftlichen Belege einer westgermanischen Sprache überhaupt.

## Etymologie
Der Name ist neuzeitlich und wurde von Einschüben entlehnt, die durch ein (in) malobergo = „im Gericht“ oder „in der Gerichtssprache“ beginnen. Ein „Maloberg“ war ein bestimmter Hügel, auf denen Gerichtsversammlungen abgehalten wurden. Das Wort setzt sich aus zwei Teilen zusammen: „Malo-“, das im Zusammenhang mit dem altniederländischen „mahalon“ „(feierlich) erklären“ und Gemeingermanischen *maþla („erlaubt sein, dürfen“) steht und „Gericht“ bedeutet, vgl. Altniederländisch: „mahal“ („(Ehe)vertrag“ „(Treue)bund“ oder Altfriesisch: „urmēla“ („preisgeben, aufgeben“), und „-Berg“, das sich auf eine Höhe bezieht.

## Geschichte und Terminologie
Bei den malbergischen Glossen handelt es sich nicht um herkömmliche Glossen im Sinne des Begriffs als Interpretationen einzelner Lemmata oder knappe Erläuterungen. Sie sind Zusätze zum lateinischen Gesetzestext, die zu diesem in relativer Unabhängigkeit stehen. Die Konzeption als Funktionsliteratur bestimmt sich daher durch ihren Zweck. Die Glossen beginnen mit „in malobergo“, enden meistens mit einem „hoc est“ und beziehen sich auf die Stellen der in den Satzungen enthaltenen Verfahrengliederungen der Klage, der Verteidigung, des Reinigungseides, des Urteils und der Urteilsschelte. Diese germanische Wörter, Redeteile und Sätze der malbergischen Glossen als Bußweistümer, die der Spruchpraxis der Satzungen entstammen, und greifen Begrifflichkeiten der Verhandlungssprache auf als Zeugnisse einer Mündlichkeit. Sie stehen dabei den germanisch-lateinischen Mischwörtern in den Satzungen gegenüber.
Nachdem der ursprüngliche 'Pactus legis Salicae' zwischen 475 und 500 erstellt wurde, wurde er regelmäßig kopiert, um ihn zu erhalten. Der Rückgang der fränkischen Sprache im westlichen Frankenreich führte dazu, dass die Abschreiber des Textes zu einem bestimmten Zeitpunkt nicht mehr wussten, was sie notierten. Einer der Abschreiber teilt dem Leser sogar mit, dass er „die griechischen Wörter“ weggelassen habe. Obwohl insgesamt etwa 70 Abschriften der ursprünglichen Gesetzestexte existieren, enthalten nur zehn Kopien (manchmal teilweise) die germanischen Ergänzungen. Innerhalb dieser zehn Abschriften gibt es Variationen in der Rechtschreibung und handelt es sich um Wörter, die bereits im Originaldokument von einem nicht germanischsprachigen Schreiber verfasst wurden oder aufgrund des lateinischen Klangsystems, was die Interpretation dieser Wörter oder ihrer ursprünglichen Form erschweren kann. Zum Beispiel geben die zehn Texte neun verschiedene Schreibweisen von *chrannichaltia (ein in einem Gehege gehaltenes Schwein) an: chranalteo, rhannechala, chrane calcium, char calcio, diram ni, chranchalteo, rhanne chalteo, chramnechalti, chrinne chulti und chranne chalti.

## Korpus
Der Text enthält zwei kurze Sätze:
| Satz                    | Übersetzung                             | Anmerkungen |
| ----------------------- | --------------------------------------- | --- |
| maltho, thi atomeo theo | Ich erkläre: Ich entlasse dich, Sklave. | Erste Person Singular von *malthon mit der Bedeutung „(feierlich) erklären“, vgl. gotisch maþljan „sprechen“. Das Wort *ātōmen („freilassen“) besteht aus zwei Teilen, einem verneinenden Partikel "a-" und "tomen", das die gleiche Etymologie wie Zaum, vgl. niederländisch toom, hat. Mit theo wurde eine Sklave oder Diener, vgl. gotisch þius „Diener“. |
| maltho, thi afrio lito  | Ich erkläre: Ich befreie dich, Lasse.   | Das Wort afrio wurde von *āfrijōn („befreien“) abgeleitet, währenddessen lito sich auf einen Lasse (vgl. mittelniederländisch laet) bezieht. |

Zusätzlich enthält der Text verschiedene einzelne Wörter, die zwischen dem lateinischen Haupttext eingestreut sind. Dazu gehören: 
| Wort                     | Altniederländische Rekonstruktion | Übersetzung                    | Anmerkungen |
| ------------------------ | --------------------------------- | ------------------------------ | --- |
| chaltia                  | *galtia                           | „Schwein, eine Sau“            | Vergleiche das Altnordische göltr, das Althochdeutsche gelza, galza und das Altenglische gylte „kastriertes Schwein“ und das mittelniederländische gelte (niederländisch gelt) mit der Bedeutung „eine Sau, die noch nie geboren hat“. |
| uueippo                  | *weiano                           | „Raubvogel, Milan“.            | Vergleiche das Althochdeutsche wījo („Milan, Falke“) und das mittelniederländische wiwe, wuwe (niederländisch wouw) mit der Bedeutung „Milan“.                                                                                         |
| focla                    | *fogal                            | „Vogel“                        | |
| hismala, chismala        | *smala                            | „Ein (freigeborenes) Mädchen“. | Wort nur im Mittelniederländischen (smale) erhalten, in anderen germanischen Sprachen nicht belegt. |
| hinnifliht               | *gimnis fig(ga)                   | „Ein einjähriges Schwein“      | Aus dem Urgermanischen *gimrį̄ (Winter) + „Ferkel“. Das Wort *fig(ga) ist nur im Niederländischen (mittelniederländisch vig(ghe), niederländisch big) erhalten, in anderen germanischen Sprachen nicht belegt.                          |
| cannas wido, chanasuuido | *hano swītho                      | „Ein kräftiger, gesunder Hahn“ | Aus dem Urgermanischen *hanô (Hahn) und *swīth (kräftig, schnell), vgl. englisch swift (schnell), niederländisch gezwind (schnell) und deutsch geschwind.                                                                              |
| texaca                   | *taksaka                          | „Diebstahl, Entführung“        | Das Wort besteht aus zwei Teilen, einem Verb *takan (nehmen, vgl. englisch to take) und *saka („Sache“, vgl. mittelniederländisch saek, saak)                                                                                          |
| horogauo                 | *hōrigo                           | „Horige“                       | |

## Überlieferung
Die Malbergischen Glossen sind in folgenden Handschriften überliefert:
- Montpellier, Université de Montpellier, Bibliothèque interuniversitaire, Section médecine (Bibl. de la Faculté de Médecine), Ms. H 136
- München, Bayerische Staatsbibliothek, Clm 4115
- Paris, Bibliothèque nationale de France, Lat. 18237
- Paris, Bibliothèque nationale de France, Lat. 4403b
- Paris, Bibliothèque nationale de France, Lat. 4404
- Paris, Bibliothèque nationale de France, Lat. 4627
- Paris, Bibliothèque nationale de France, Lat. 9653
- Stiftsbibliothek St. Gallen, Cod. 731
- Wolfenbüttel, Herzog August Bibliothek (HAB), Cod. 9 Weiss.

## Ausgaben
- K. A. Eckardt: Pactus legis Salicae. In: Monumenta Germaniae Historica. Leges nat. Germ. IV, I. 1962.
- K. A. Eckardt: Lex Salica. In: Monumenta Germaniae Historica. Leges nat. Germ. IV, II. 1969.